# 행수법
행수법(行守法)은 동아시아에서 직위를 나타내는 방법으로, 품계가 높더라도 낮은 관직의 직위에 있을 수 있었고, 품계가 낮아도 높은 관직의 직위에 있을 수 있었는데, 관직명의 앞에 행(行)과 수(守)를 써서 나타내었다.
행(行)은 관직이 품계보다 낮을 때 붙이며, 수(守)는 반대로 관직이 품계보다 높을 때 붙인다. 품계와 관직 체계를 정밀하게 구분한 것이다.
조선에서는 1442년에 하연이 각 품의 행수법(行守法)을 제정했다.
또한 이는 사람의 벼슬뿐만 아니라 각 지방을 나타내는 관청의 이름에도 적용할 수 있다.
중국 원나라에서는 중앙에는 중서성(中書省)을 두었고, 지방에는 행중서성(行中書省)을 두었다. 이는 중서성은 1급 행정기관인데, 지방은 그에 미치지 못하니 앞에 행을 붙여 표기하고, 중서성의 역할을 대행하게 하였다.